# Lophognathus
Lophognathus is een geslacht van hagedissen uit de familie agamen (Agamidae).

## Naam en indeling
De wetenschappelijke naam van de groep werd voor het eerst voorgesteld door John Edward Gray in 1842.
Er zijn drie soorten, vroeger was het soortenaantal hoger maar een aantal soorten wordt tegenwoordig tot andere geslachten gerekend zoals Amphibolurus, Gowidon en Tropicagama.
De agame Lophognathus horneri werd pas in 2018 wetenschappelijk beschreven door een groep van biologen: Jane Melville, Euan G. Ritchie, Stephanie N. J. Chapple, Richard E. Glor en James A. Schulte II.

### Soorten
Het geslacht omvat de volgende soorten, met de auteur en het verspreidingsgebied.
| Naam                      | Auteur                                     | Verspreidingsgebied                                            |
| ------------------------- | ------------------------------------------ | -------------------------------------------------------------- |
| Lophognathus gilberti     | Gray, 1842                                 | Australië (Noordelijk Territorium, Queensland, West-Australië) |
| Lophognathus horneri      | Melville, Ritchie, Chapple, Glor & Schulte | Australië (Noordelijk Territorium)                             |
| Lophognathus maculilabris | Boulenger, 1883                            | Indonesië                                                      |

## Verspreiding en habitat
Twee soorten komen voor in delen van noordelijk Australië in de staten Noordelijk Territorium, Queensland en West-Australië en Lophognathus maculilabris komt uitsluitend voor in Indonesië.
De habitat bestaat uit drogere, zanderige streken zoals zandduinen, stranden en in de omgeving van termietennesten. Er is enige tolerantie voor gebieden die door de mens zijn aangepast zoals agrarische streken en bebouwde gebieden. Alle soorten zijn bodembewoners die bij water in de buurt leven en goed kunnen zwemmen.

## Beschermingsstatus
Door de internationale natuurbeschermingsorganisatie IUCN is aan één soort een beschermingsstatus toegewezen. Lophognathus gilberti  wordt beschouwd als 'veilig' (Least Concern of LC).